# Philippe Jeannol
Philippe Jeannol est un footballeur français né le 6 août 1958 à Nancy (Meurthe-et-Moselle).

## Biographie
L'aventure commence dans le quartier du Haut du Lièvre à Nancy, lorsque son père emmène Philippe Jeannol à l'école de football de l'ASNL. Rapidement, René Pleimelding remarque les très bonnes dispositions du jeune garçon et lui conseille de signer une licence. 
Philippe Jeannol ne déçoit pas, confirme rapidement puisqu'en juin 1972, il se classe premier lorrain et douzième français à la finale nationale du concours du plus jeune footballeur. 
À dix-huit ans, il mesure déjà 1,84 m. Il est intégré petit à petit dans l'équipe professionnelle par Antoine Redin. Il joue ailier gauche ou milieu de terrain. Plus tard, Georges Huart le titularise au poste d'arrière gauche. Philippe Jeannol possède une très bonne technique et un gabarit plus qu'intéressant. Il terminera sa carrière comme libéro. 
Joueur habile, clairvoyant, intelligent, il est aussi capable de coup franc aussi précis que puissant. Philippe Jeannol rejoint le PSG en 1984, après avoir remporté les Jeux olympiques à Los Angeles, où il s'impose rapidement comme titulaire. En 1986, il connaît sa seule sélection en équipe de France face à l'URSS en match éliminatoire de l'Euro 88. Il quitte le Championnat de France en 1991 avec 422 matchs de D1 au compteur pour rejoindre quelques mois le Sultanat d'Oman et le club de Sour, en compagnie de son coéquipier Michel Bibard. Il y termine sa carrière en 1992. 
Après la fin de sa carrière sportive, il devient consultant pour la chaîne Canal+, mais avec l'arrivée du groupe BeIn Sports, sa carrière de commentateur est en suspens.

## Palmarès

### En club
- Champion de France en 1986 avec le Paris Saint-Germain
- Vainqueur de la Coupe de France en 1978 avec l'AS Nancy-Lorraine
- Vice-champion de France en 1989 avec le Paris Saint-Germain
- Finaliste de la Coupe de France en 1985 avec le Paris Saint-Germain
- Finaliste du Trophée des Champions en 1986 avec le Paris Saint-Germain
- Vainqueur de la Coupe Nationale des Cadets en 1974 avec l'équipe de Lorraine (contre l'équipe de Corse, 4 à 0)

### En équipe de France
- Une sélection en 1986
- International Cadets et Juniors
- Champion Olympique en 1984 avec les Olympiques

### Distinctions
- Trophées UNFP 2024 : trophée d'honneur pour l'ensemble du groupe, à l'occasion du 40e anniversaire de la victoire de l'équipe de France olympique aux Jeux olympiques d'été de 1984[1],[2].